# Chrysalis (musikalbum)
Chrysalis är det spanska progressiva death metal-bandet NahemaHs debutalbum, som släpptes 2001 av skivbolaget Iberian Moon.

## Låtlista
1. "Ochre Mantle Stare" – 6:42
2. "Sybilla" – 6:47
3. "Autumn Is My Sin" – 7:04
4. "Bloodstained Carnival" – 7:10
5. "Thy Quivering Wings" (instrumental) – 2:32
6. "The Teardrop Fall" – 6:44
7. "From the Temples High" – 3:45
8. "Ligeia (Immortality Through Crime)" – 9:07
9. "A Crystal Delirium" – 7:04

## Medverkande
Musiker (NahemaH-medlemmar)
- Pablo Egido – sång
- Daniel Gil – gitarr, sång
- José Carlos Marhuenda – gitarr
- Henry Saiz – basgitarr
- Luis Martínez – trummor, bakgrundssång
- Javier Fernández – keyboard

Bidragande musiker
- Ana – sång

Produktion
- Rafael Alvarez – producent, ljudtekniker, ljudmix, mastering
- José Cifuentes – ljudtekniker (trummor)
- Daniel Gil – omslagskonst